# Плаксина, Маргарита Александровна
Маргари́та Алекса́ндровна Пла́ксина (род. 1 октября 1977, Вологда) — российская легкоатлетка, специалистка по бегу на длинные дистанции и марафону. Выступала на профессиональном уровне в 2000—2017 годах, двукратная чемпионка России в марафоне, победительница ряда крупных международных стартов на шоссе, участница чемпионата мира в Тэгу и чемпионата Европы в Барселоне. Представляла Санкт-Петербург и Вологодскую область. Мастер спорта России международного класса.

## Биография
Маргарита Плаксина родилась 1 октября 1977 года в Вологде. В 1990-е годы переехала на постоянное жительство в Череповец, позднее также проживала в Санкт-Петербурге.
Занималась лёгкой атлетикой под руководством тренеров С. В. Плаксина, В. С. Золотарёва, Т. Е. Золотарёвой, С. А. Селюцкого.
Выступала на различных всероссийских соревнованиях начиная с 2000 года, в начале карьеры бегала в основном на средние дистанции на стадионе, впоследствии больше стартовала на шоссе в марафоне.
В 2008 году выиграла 10 км в рамках марафона «Белые ночи» в Санкт-Петербурге, одержала победу на Хельсинкском городском марафоне.
В 2009 году была лучшей на Бермудском международном марафоне, на чемпионате России по марафону в Саранске и на Хельсинкском марафоне, финишировала девятой на марафоне в Куала-Лумпуре.
В 2010 году стала второй на Хьюстонском марафоне, выиграла чемпионат России по марафону в Москве и 10 км на «Белых ночах». В составе российской национальной сборной принимала участие в чемпионате Европы в Барселоне, где в программе марафона с результатом 2:47:26 заняла итоговое 26-е место. Также в этом сезоне показала шестой результат на Сингапурском марафоне.
В 2011 году с личным рекордом 2:27:07 финишировала пятой на Парижском марафоне. С этим результатом удостоилась права защищать честь страны на чемпионате мира в Тэгу — здесь в марафоне показала время 2:35:39, расположившись в итоговом протоколе соревнований на 23-й строке.
В последующие годы выходила на старт не часто, завершила спортивную карьеру по окончании сезона 2017 года.
За выдающиеся спортивные достижения удостоена почётного звания «Мастер спорта России международного класса».